# Jérôme Ranuzzi
Jérôme Ranuzzi (1410, Sant'Angelo in Vado - 1466, Sant'Angelo in Vado) est un servite de Marie italien reconnu bienheureux de l'Église catholique.

## Biographie
Jérôme Ranuzzi naît à Sant'Angelo in Vado ; il prend l'habit des servites de Marie dans le couvent de sa ville natale. Il étudie la philosophie et la théologie à Bologne et après son ordination, on le charge d'enseigner la théologie. Il est nommé prieur de son couvent où il adopte un style de vie alternant silence et solitude avec les engagements de la vie commune; une tradition locale montre la grotte où il a vécu ses périodes d'ermitage. Il est également nommé vicaire de la province romaine. Le duc Frédéric III de Montefeltro le tient en grande estime et lui demande conseil dans les affaires importantes. Vers 1450, il participe à la fondation du monastère féminin servite de Santa Maria delle Grazie à Sant'Angelo in Vado. Il meurt le 12 décembre 1468.

## Culte
Par un décret du 1er avril 1775, le pape Pie VI confirme son titre de bienheureux avec sa fête fixée le 11 décembre. Son corps est conservé sous le maître-autel de l'église de Santa Maria dei Servi.